# Statskup
Et statskup (coup d'état, paladsrevolution, kup) er en magtovertagelse, hvor oprøret udspringer blandt systemets egen magtelite. Står militæret bag kuppet, anvendes ofte betegnelsen militærkup.
Et statskup karakteriseres ved at det oftest gennemføres af en lille gruppe, som kun udskifter de øverste politiske ledere. Derved adskiller det sig fra en revolution, som normalt realiseres af en større gruppe, der gennemfører en mere gennemgribende statsomvæltning, der ændrer det politiske system radikalt.
Det er af nogle debattører  hævdet, at Den danske påskekrise i 1920 udgjorde et statskup. Under påskekrisen blev den Radikale regering, der var støttet af Socialdemokratiet afsat af kong Christian X, der i stedet indsatte en regering ledet af Otto Liebe, der imidlertid kort efter af kongen efter pres blev erstattet af en upolitisk regering, der skulle forestå afholdelsen af et Folketingsvalg. 

## Eksisterende ledere, der erobrede magten via statskup
- Teodoro Obiang Nguema Mbasogo, præsident i Ækvatorial Guinea (1979–)
- Omar Hasan Ahmad al-Bashir, præsident i Sudan (1989–)
- Yahya Jammeh, præsident i Gambia (1994–)
- Ely Ould Mohamed Vall, formand for Military Council for Justice and Democracy i Mauretanien (2005–)
- Prayuth Chan-o-cha, premierminister i Thailand (2014-)
- Ibrahim Traoré (en), præsident i Burkina Faso (2022-)

## Historiske registreringer
- 15. august 1975 - Bangladeshs præsident Sheikh Mujibur Rahman dræbes under et blodigt militærkup i Bangladesh